# Kusma Minin

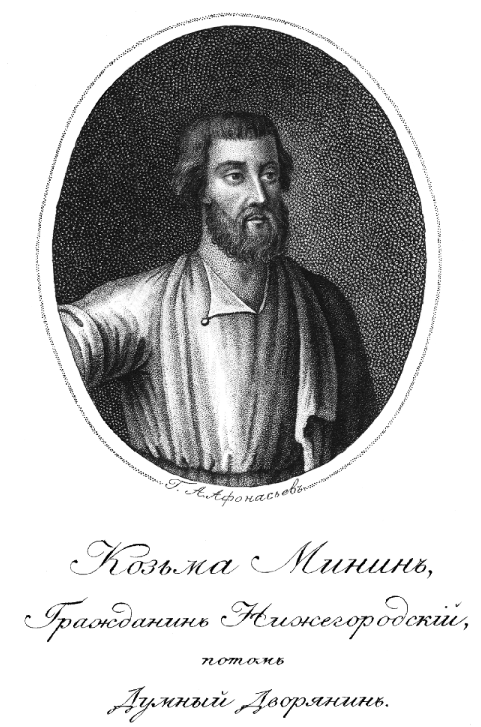
Kusma Minin. Kupferstich von Anfang 1821 nach einem unbekannten Original aus dem 17. Jahrhundert.

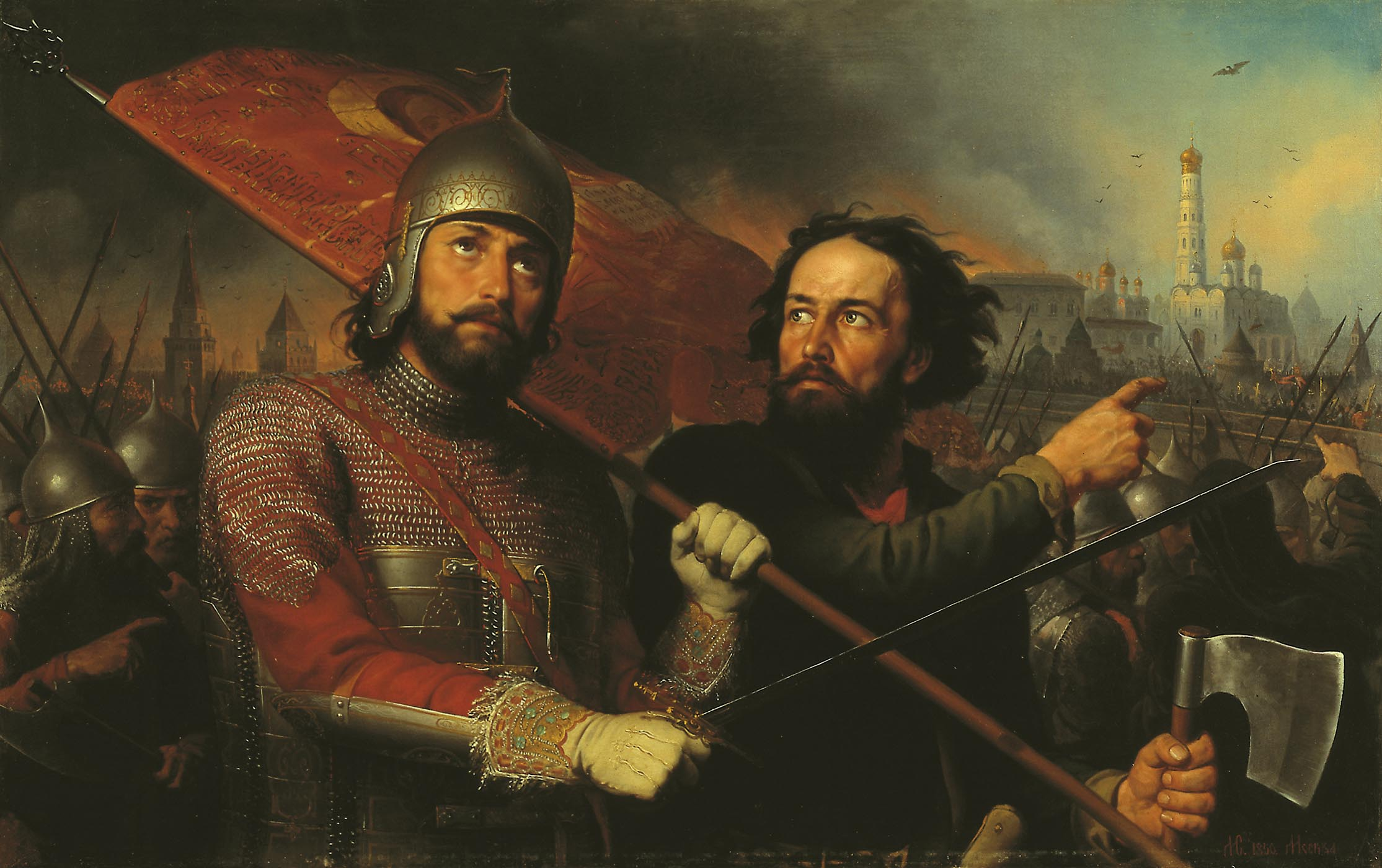
Minin (rechts) mit Dmitri Poscharski (links) auf einem Historiengemälde von Michail Iwanowitsch Skotti (1850)

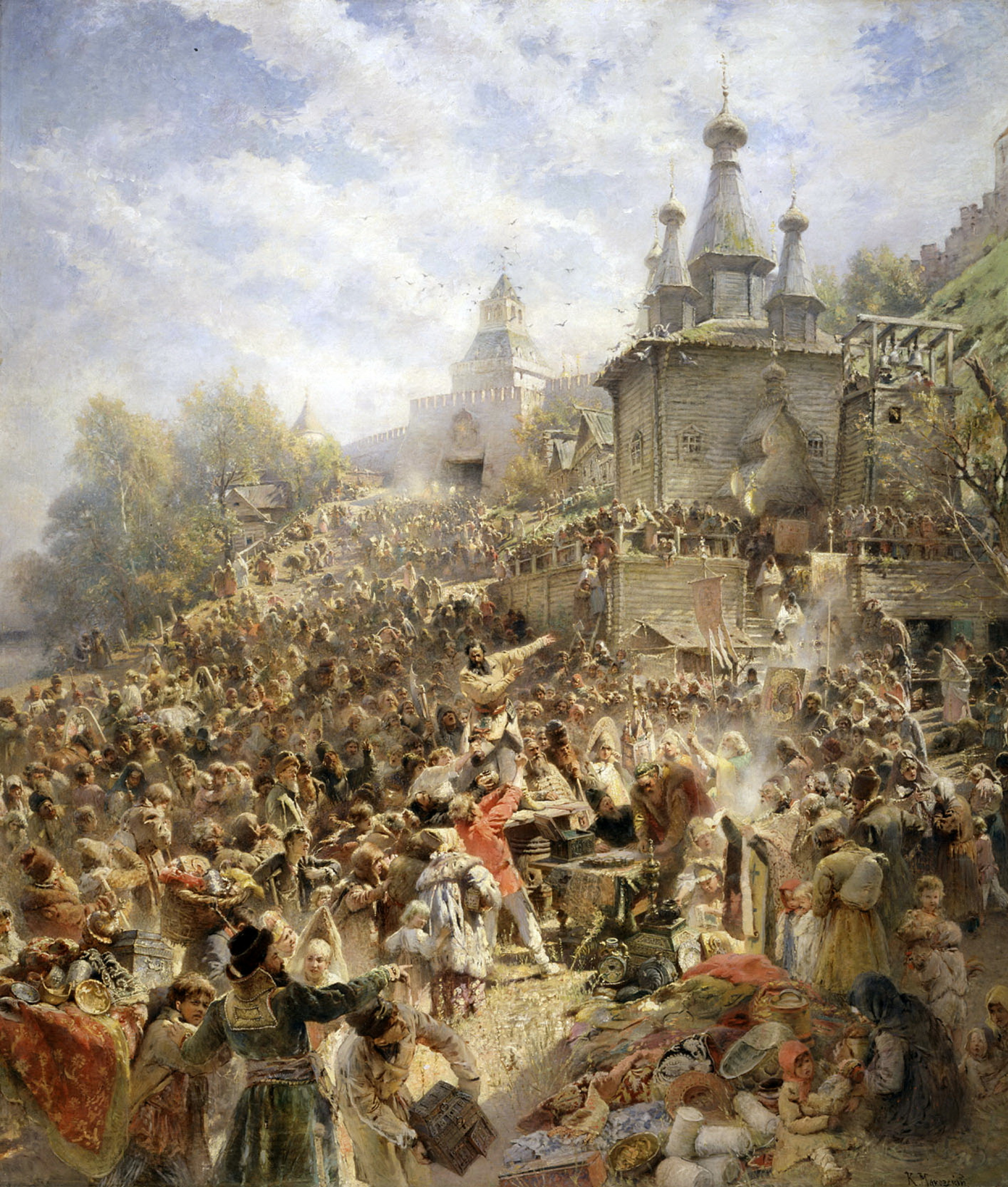
Minin fordert das Volk von Nischni Nowgorod auf, eine Freiwilligentruppe gegen polnische Besetzer zu bilden. Historiengemälde aus dem späten 19. Jahrhundert von Konstantin Jegorowitsch Makowski.

Kusma Minin (russisch Кузьма Минин; auch Kosma Minin (russisch Козьма Минин)) († 1616) war ein russischer Kaufmann aus Nischni Nowgorod und zusammen mit dem Fürsten Dmitri Poscharski Führer einer russischen Volkserhebung gegen die polnisch-litauische Besetzung während der Smuta genannten Wirren Anfang des 17. Jahrhunderts.

## Leben
Über die Herkunft und frühen Jahre Minins ist wenig bekannt. Er stammte ursprünglich aus Balachna, wo seine Familie vermutlich in der Salzindustrie tätig war. Es gibt unbestätigte Behauptungen, dass er ein getaufter Tatare war, der ursprünglich Kirischa Minibajew hieß.
1610 versuchte der polnische König Sigismund III., seinen Sohn Władysław IV. Wasa auf den Zarenthron zu heben und in Russland den katholischen Glauben einzuführen. 1611 sandte daher der Patriarch von Moskau Hermogenus oder das Dreifaltigkeitskloster von Sergijew Possad einen Aufruf zur Verteidigung des Glaubens und zum Widerstand gegen die polnisch/litauische Besetzung an eine Reihe von russischen Städten. Kusma Minin unterstützte diesen Aufruf in Nischni Nowgorod und begann Geld und Anhänger zu sammeln. Als genügend Mittel zusammengekommen waren, schlug er den Fürsten Poscharski als militärischen Führer vor. Dieser erklärte sich einverstanden, verlangte aber, dass Minin weiter für den logistischen Teil der Erhebung zuständig sein sollte.
Ihnen schlossen sich bald weitere Städte an. Anfang April 1612 wurde in Jaroslawl ein Volksheer mit Poscharski und Minin an der Spitze gebildet, das zunächst im August 1612 das polnische Heer unter Hetman Chodkiewicz in der Schlacht bei Moskau schlug. Im folgenden Oktober musste sich auch die polnische Garnison von Moskau ergeben. Im Juli 1613 wurde Michail Romanow zum Zaren gekrönt und bereits einen Tag später erhob er Minin in den Adelsstand. Minin genoss das Vertrauen des Zaren. Dies kam auch darin zum Ausdruck, dass ihm 1615 die Verwaltung Moskaus anvertraut wurde, während der Zar auf einer Reise zum Dreifaltigkeitskloster war.
Er starb 1616 in der Nähe von Kasan während eines Aufstands von Tataren und Mari und wurde im Nischni Nowgoroder Kreml in der Erzengel-Michael-Kathedrale begraben. 
An ihn und Poscharski erinnert das Minin-und-Poscharski-Denkmal auf dem Roten Platz direkt vor der Basilius-Kathedrale in Moskau.